# Broken Hill
Broken Hill je rudarski grad u Australiji, na zapadu savezne države Novi Južni Wales. Nalazi se 1160 km zapadno od Sydneyja i 511 km sjeveroistočno od Adelaidea. Ima pustinjsku klimu, s temperaturama koje se ljeti (u prosincu, siječnju i veljači) penju i preko 40°C.
Jedini je grad u državi Novi Južni Wales koji primjenjuje Srednjoaustralsko vrijeme.
U Broken Hillu je 1885. godine osnovana najveća svjetska rudarska tvrtka, BHP Billiton. Smatra se da je pod gradom najveće svjetsko nalazište olova i cinka. Također su pronađena značajna nalazišta srebra.
Godine 2006. Broken Hill je imao 18.854 stanovnika.

## Hrvati Broken Hilla
Veliki broj stanovnika Broken Hilla hrvatskog je podrijetla. Česta su prezimena Zaknich, Bartulovich, Alagich, Mazuran, Oreb, Petkovich, Ravlich itd. Grad održava prijateljske veze s Blatom na Korčuli.

## Vanjske poveznice
- Službena stranica (engl.)

### Ostali projekti
|  | Zajednički poslužitelj ima još gradiva o temi Broken Hill |